# Astaxantină
Astaxantina este un pigment natural din clasa xantofilelor, fiind utilizat ca supliment alimentar și colorant alimentar. Culoarea sa este roșiatică, datorită prezenței legăturilor duble conjugate din catena compusului. Din punct de vedere chimic, este un derivat tetraterpenic ce conține grupe hidroxil (-OH) și carbonil de tip cetonă (C=O).